# Ionóforo

Estructura química de la zincoforina, un antibiótico natural producido por la bacteria Streptomyces griseus y que actúa como ionóforo al unir Zn^{2+}

Un ionóforo es una molécula soluble en lípidos, usualmente sintetizada por microorganismos para transportar iones a través de una bicapa lipídica de membrana celular. Existen dos clasificaciones para los ionóforos.
1. Transportadores móviles: Pequeñas moléculas que se unen a un ion particular, protegiendo su carga del ambiente a su alrededor, facilitando así su travesía por el interior hidrofóbico de la membrana lipídica, para ser liberado en el citosol. Un ejemplo es el antibiótico valinomicina que transfiere K+. Otro ionóforo llamado A23187 transfiere Ca2+ y Mg2+, utilizado para incrementar la concentración de Ca2+. Nigericina, actúa como contratransporte introduciendo H+ y sacando K+. FCCP transportador de H+.
2. Formadores de canales que introducen un poro hidrofílico en la membrana, permitiendo que el ion pase evitando el contacto con el interior hidrofóbico de la membrana. Transfieren cationes monovalentes (H+, Na+, K+). A este grupo le pertenece  Gramicidina A, un antibiótico oligopeptídico compuesto por 15 aminoácidos.

En el laboratorio, los ionóforos son utilizados para aumentar la permeabilidad de las membranas biológicas a ciertos iones. También son usados como antibióticos.